# Propiedad topológica
En topología y áreas afines de las matemáticas, una propiedad topológica o invariante topológico es una propiedad de un espacio topológico que es invariante bajo homeomorfismos. Es decir, una propiedad de espacio es una propiedad topológica, si cada vez que un espacio X posee esa propiedad, todo espacio homeomorfo a X la posee también. Informalmente, una propiedad topológica es una propiedad del espacio que puede ser expresada usando conjuntos abiertos.
Un problema común en topología es decidir si dos espacios topológicos son homeomorfos o no. Para demostrar que dos espacios no son homeomorfos, es suficiente con encontrar una propiedad topológica que no sea compartida por ellos.

## Propiedades topológicas comunes

### Funciones cardinales
- La cardinalidad |X| del espacio X.
- La cardinalidad τ(X) de la topología del espacio X.
- El peso w(X), la menor cardinalidad de una base de la topología del espacio X.
- La densidad d(X), la menor cardinalidad de un subconjunto de X cuyo cierre es X.

### Separación
Para un tratamiento detallado, vea axioma de separación. Algunos de estos términos se definen de manera diferente en la literatura matemática antigua; ver la historia de los axiomas de separación.
- T0  o Kolmogorov. Un espacio es de Kolmogórov si para cada par de puntos x e y en el espacio, hay o bien un conjunto abierto que contiene a x pero no a y o bien un conjunto abierto que contiene a y pero no a x.
- T1  o Fréchet. Un espacio es Fréchet si para cada par de puntos x e y en el espacio, hay un conjunto abierto que contiene a x pero no a y (comparar con T0, donde se podía escoger cuál de los dos puntos estaba en el abierto). Equivalentemente, un espacio es T1 si los conjuntos con un solo punto son cerrados. T1 implica T0.
- Sobrio. Un espacio es sobrio si todo conjunto cerrado irreducible C tiene un único punto genérico p. En otras palabras, para todo cerrado C que no se expresa como unión (disjunta o no) de dos cerrados más pequeños, existe un único p tal que el cierre de {p} es igual a C.
- T2  o Hausdorff. Un espacio es Hausdorff si cualesquiera dos puntos distintos poseen entornos disjuntos. T2 implica T1.
- T2{\displaystyle {\frac {1}{2}}}  o Urysohn. Un espacio es Urysohn si cada dos puntos distintos poseen vecindades disjuntas cerradas. T2{\displaystyle {\frac {1}{2}}} implica T2.
- Regular. Un espacio es regular si para cualquier cerrado C y punto p fuera de C existen entornos disjuntos que los separan.
- T3  o Hausdorff regular. Un espacio es Hausdorff regular si es regular y T0. (Un espacio regular es Hausdorff si es T0, por lo que la terminología es consistente.)
- Completamente regular. Un espacio es completamente normal si siempre que C es un conjunto cerrado y p es un punto fuera de C, existe una función que los separa.
- T3, Tychonoff, Hausdorff completamente regular o completamente T3. Un espacio de Tychonoff es completamente regular T0 espacio. (Un espacio totalmente regular es Hausdorff si es T0, por lo que la terminología es constante.) Espacios de Tychonoff son siempre regular Hausdorff.
- Normal. Un espacio es normal si cualesquiera dos conjuntos cerrados disjuntos poseen vecindades separadas. Los espacios normales admiten particiones de la unidad.
- T4  o Hausdorff normal. Un espacio normal es Hausdorff si es T1. Los espacios de Hausdorff normales son siempre Tychonoff.
- Completamente normal. Un espacio es completamente normal si cualesquiera dos conjuntos separados tienen vecindades separadas.
- T5  o Hausdorff completamente normal. Un espacio completamente normal es Hausdorff si es T1. Los espacios de Hausdorff completamente normales son siempre Hausdorff normal.
- Perfectamente normal. Un espacio es perfectamente normal, si cualesquiera dos conjuntos cerrados disjuntos son separados por una función. Un espacio perfectamente normal también debe ser completamente normal.
- Hausdorff perfectamente normal, o perfectamente T4. Un espacio es Hausdorff perfectamente normal, si es perfectamente normal y T1. Un espacio de Hausdorff perfectamente normal también debe ser completamente normal Hausdorff.
- Espacio discreto. Un espacio es discreto si todos sus puntos son aislados, es decir, si cualquier subconjunto es abierto.

Nota: En espacios de Kolmogorov, la unidad para cuya monomalizacion ascienda a su reverso bidireccional para tendencia auto perteneciente en tiempo polinomial con espacio superponible para conjunto de imposibilidad homeomorfa de lo derivado de su unidireccionalidad restante de conjuntos abiertos para cuya superponibilidad en espacio subfactorial de la permutacion de una contención de subconjunto amplificable en tendencia de superponibilidad de sí como externalización de su continuidad para subconjuntos discretos revertibles en su compatibilidad de apertura de pre adición de función potencialmente homeomorfa a su reverso superponiblemente primero de tendencia de restante resto en iniciación como internalización de su propiedad de espacio inhomeomorfo

### Condiciones de numerabilidad
- Separables. Un espacio es separable si tiene un subconjunto denso numerable.
- Lindelöf. Un espacio es Lindelöf si todo recubrimiento por abiertos admite un subrecubrimiento numerable.
- Primer Axioma de Numerabilidad, 1AN. Un espacio es 1AN si cada punto tiene una base de entornos numerable.
- Segundo Axioma de Numerabilidad, 2AN. Un espacio es 2AN si tiene una base numerable para su topología. Los espacios 2AN son siempre separables, 1AN y Lindelöf.

### Conexidad
- Conexo. Un espacio es conexo (o está conectado) si no se puede expresar como unión disjunta de dos abiertos no vacíos. Equivalentemente, un espacio es conexo si los únicos clopen son el conjunto vacío y el propio espacio.
- Conexo localmente. Un espacio es localmente conexo si cada punto tiene una base de entornos conexos.
- Totalmente inconexo. Un espacio está totalmente desconectado si no tiene ningún subconjunto conexo con más de un punto.
- Conexo por caminos. Un espacio X es arco conexo si para cada dos puntos x, y en X, hay un camino p de x a y, es decir, una función continua p: [0,1] → X con p(0) = x y p(1) = y. Todo espacio arco conexo es conexo.
- Localmente conexo por caminos. Un espacio es localmente arco conexo si cada punto tiene una base de entornos arco conexos. Un espacio localmente arco conexo es conexo si y solo si es arco conexo.
- Simplemente conexo. Un espacio X es simplemente conexo si es conexo por caminos y toda función continua f: S1 → X es homotópica a una aplicación constante.
- Localmente simplemente conexo. Un espacio X es localmente simplemente conexo si cada punto x en X tiene una base de entornos U simplemente conexos.
- Semilocalmente simplemente conexo. Un espacio X es semilocalmente simplemente conexo si cada punto tiene una base de entornos U tal que todo lazo en U es homotópico en X a un lazo constante. Esta condición, estrictamente más débil que la conexidad simple local, es necesaria para la existencia de recubridor universal.
- Contráctil. Un espacio X es contráctil si la función identidad en X es homotópica a una constante. En particular, X es simplemente conexo.
- Hiperconectado. Un espacio está hiperconectado si cualesquiera dos conjuntos abiertos no vacíos son no disjuntos. Todo espacio hiperconectado es conexo.
- Ultraconectado. Un espacio está ultraconectado si cualesquiera dos conjuntos cerrados no vacíos son no disjuntos. Todo espacio ultraconectado es conexo por caminos.
- Indiscreto o trivial. Un espacio es indiscreto si los conjuntos únicos abiertos son el vacío y el propio espacio. Ese espacio se dice que tiene la topología trivial.
- Nota: Un subconjunto monomialmente homeomorfo en tiempo polinomial a su conjunto U como conexo a su reverso de trivialidad auto tendente asciende en espacios de interconexión de homeomorfismos de tendencia superponiblemente auto derivada de su continuidad de unidad como bidireccional a su mínimo monomial conexo a su homeomorfismo perteneciente a sí mismo como unidireccionalidad restante al espacio vacío como reverso auto natural como unidad de su propio espacio en tendencia al vacío como conjunto espacial de vacío en su unidad de imposibilidad de conjunto perteneciente al polinomio de si

### Compacidad
- Compacto. Un espacio es compacto si todo recubrimiento por abiertos admite un subrecubrimiento finito. Algunos autores llaman estos espacios quasicompactos y reservan compacto para espacios de Espacio de Hausdorff donde cada recubrimiento por abiertos tiene un subrecubrimiento finito. Los espacios compactos son siempre Lindelöf y paracompactos, y por lo tanto normales.
- Secuencialmente compacto. Un espacio es secuencialmente compacto si toda sucesión tiene una parcial convergente.
- Compacto numerable. Un espacio es numerable compacto si cada cubierta contable abierta tiene un subrecubrimiento finito.
- Pseudocompacto. Un espacio es pseudocompacto si toda función real continua definida en el espacio es acotada.
- Σ-compacto. Un espacio es σ-compacto si es unión numerable de subconjuntos compactos.
- Paracompacto. Un espacio es paracompacto si toda cubierta abierta tiene un refinamiento localmente finito. Los espacios de Hausdorff paracompactos son normales.
- Localmente compacto. Un espacio es localmente compacto si cada punto tiene una base de entornos compactos. También se utilizan definiciones ligeramente diferentes. Los espacios Hausdorff localmente compactos son siempre Tychonoff.
- Ultraconexo compacto. En un espacio compacto ultraconexo X cada cubierta abierta debe contener al propio X. Los espacios compactos y ultraconexos no vacíos tienen un único subconjunto abierto maximal llamado monolito.

### Metrizabilidad
- Metrizable. Un espacio es metrizable si es homeomorfo a un espacio métrico. Los espacios metrizables siempre son Hausdorff y paracompactos (y por lo tanto normales y Tychonoff) y 1AN.
- Polaco. Un espacio se llama polaco si es metrizable con una métrica separable y completa.
- Localmente metrizable. Un espacio localmente es metrizable si cada punto tiene un vecindad metrizable.

### Miscelánea
- Espacio de Baire. Un espacio X es un espacio de Baire si no es escaso en sí mismo. Equivalentemente, X es un espacio de Baire si la intersección de conjuntos abiertos densos numerable es muy densa.
- Homogéneo. Un espacio X es homogéneo si para cada x y y en X existe un homeomorfismo f: X & rarr; X tal que f(x) = y. Intuitivamente hablando, esto significa que el espacio se ve igual en cada punto. Todos los grupos topológicos son homogéneos.
- Finitamente generado o Alexandrov. Un espacio X es Topología de Alexandrov si intersecciones arbitrarias de conjuntos abiertos en X son abiertos, o equivalentemente si uniones arbitrarias de conjuntos cerrados están cerrados. Estos son precisamente los miembros finitamente generados de la categoría de espacios topológicos y mapeos continuos.
- Cero-dimensional. Un espacio es cero dimensional si tiene una base de conjuntos clopen. Estos son precisamente los espacios con una pequeña dimensión inductiva de 0.
- Casi discreta. Un espacio es casi discreto si cada conjunto abierto está cerrado (por lo tanto clopen). Los espacios casi discretos son precisamente los espacios cero-dimensional finitamente generados.
- Booleano. Un espacio es booleano si es cero-dimensional, compacto y Hausdorff (equivalentemente, totalmente desconectado, compacto y Hausdorff). Estos son precisamente los espacios que son homeomórficos en el espacio de piedras del álgebra de Boole.
- Torsión de Reidemeister
- {\displaystyle \kappa }-soluble. Un espacio κ se dice que es soluble[1] (respectivamente: casi κ-soluble) si contiene κ conjuntos densos que están por pares disjuntos (respectivamente: casi separados sobre el ideal de subconjuntos densos no localizables). Si el espacio no es {\displaystyle \kappa }-soluble se le llama {\displaystyle \kappa }-irresoluble.
- Máximamente soluble. El espacio {\displaystyle X} es soluble máximamente si es {\displaystyle \Delta (X)}-soluble, {\displaystyle \Delta (X)=\min\{|G|:G\neq \emptyset ,G{\mbox{ is open}}\}}. Al número {\displaystyle \Delta (X)} se llama carácter de dispersión de {\displaystyle X}.
- Muy discreto. El conjunto {\displaystyle D} es muy discreto del subconjunto del espacio {\displaystyle X} si los puntos en {\displaystyle D} pueden separarse por pares de vecindades disjuntas. El espacio {\displaystyle X} se dice que es muy discreto si cada punto no aislado de {\displaystyle X} es el punto de acumulación de un conjunto muy discreto.